# GNS理論
GNS理論（ジーエヌエスりろん、英: GNS Theory）とは、ロン・エドワーズ（Ron Edwards、『Sorcerer』のデザイナー）が提唱したロールプレイングゲーム（RPG）の原理に関する理論である。

## 概要
GNS理論では、ロールプレイングゲーム参加者を次の3つに分類し、3者が相互に振る舞いを補強する関係にあるとする。
- ゲーミストは、競争や挑戦を補強するよう行動する。
- ナレーティビストは、ストーリーやテーマを補強するよう行動する。
- シミュレーショニストは、素材について実験したり価値を認めたりといったことを補強するよう行動する。

本来GNS理論はプレイヤーの社会的相互作用に関するものだったが、RPG だけでなくゲームデザイン全般の理論として捉えられるようになっている。3つのプレイヤーの分類のうちどの種類のプレイヤーを主に対象としているかによってゲームが分類できる。また、あるプレイヤーが何故特定の種類のゲームを好むのかを説明するのにも使われる。
ロン・エドワーズは後にGNS理論を捨て、The Big Modelという新たな理論を提唱した。

## GNS：ゲーミスト、ナレーティビスト、シミュレーショニスト

### ゲーミスト
ゲーミストは、問題を最も効率的に解決する方法は何かという判断を行動原理としている。このような行動原理は、ゲームのキャラクタが次々と新たな相手と戦い、そのキャラクタがなぜそのような戦いをしているのかを説明することに時間を費やさないゲームにおいて、最も典型的である。
例えばRPGによく見られる戦闘において、ゲーミスト的アプローチでは戦闘参加者の能力を数値化したものを比較する形で戦闘が行われる。それらの数値はギャンブル的要素を加えるためにサイコロに置き換えられ、運がよければ基本の数値よりも戦いを有利に進められる。
『ダンジョンズ&ドラゴンズ』はコンピュータRPGとしては、ゲーミスト的RPGであるとされる。ゲーミスト的プレイに批判的な立場の人々は、プレイヤーが「勝つ」ことだけに楽しみを見出していると指摘している。

### ナレーティビスト
ナレーティビストは、ストーリーをより劇的にするにはどうすべきかとか、中心となるテーマにそった展開にするにはどうすべきかという判断を行動原理としている。この用語はしばしば曲解され、ゲームの機構そのものが直接ストーリーに影響するものはすべてナレーティビスト的だとされることがある。このため、「テーミスト（themist）」と呼んだ方がよいとする者もいるが、その場合、テーマはさておいて、ストーリー重視のゲームをどう分類するかという疑問が生じる。
戦闘において、ナレーティビスト的アプローチでは、その戦闘のテーマやストーリーにおける重要性や戦闘の結果がストーリーに及ぼす影響が重視される。そのような考慮は（テーブルトークの場合）声に出して発せられ、サイコロによって調停されるか、ゲームマスターが判断する。
2006年現在、インディーズ系ロールプレイングゲームとして多くのナレーティビスト的ゲームが存在する（『Dogs in the Vineyard』、『Sorcerer』など）。

### シミュレーショニスト
シミュレーショニストは、ゲームの設定において何か最も現実的かという判断を行動原理とする。また、ゲームのルールが世界をシミュレートすることを意図している場合を指す。
戦闘において、シミュレーショニスト的アプローチでは、キャラクターが攻撃して敵がそれをかわし、敵のどの部分にどれだけのダメージを与え、そのダメージを装甲でどれだけ防ぎ、残りのダメージでどう影響を受けるかといった詳細な進行をする。この方法の利点は、プレイヤーが結果に納得し理解しやすい点である。欠点は結果を得るのに時間がかかり、設定に問題があると納得できる結果が得られない点である。シミュレーショニスト的ゲームは省略可能な追加の層をいくつも持っていて、戦闘や他の行動をさらに複雑化させることができる。追加の層としては、狙い撃ちや魔法などがあり、例えば『ガープス』ではそれぞれにソースブックが必要となっているほど複雑である。
しかし、ゲーム機構の複雑さがシミュレーショニスト的ゲームに必須というわけではない。『ガープス』はロン・エドワーズによってシミュレーショニスト的システムに分類されたが、『クトゥルフの呼び声』はそれほど複雑でないにもかかわらずシミュレーショニストに分類されている。

## その他の用語
GNS理論にはジョナサン・ツイート（Jonathan Tweet）のイベントの結果を決定するタスク解決の3つの形式を取り入れている。ロン・エドワーズはRPGがこれらタスク解決システムの1つ以上を採用すべきだとした。3つのタスク解決システムの形式は、次のとおりである。
- ドラマ：参加者が結果を決める。プロットの要求事項はその決定に際して考慮される。
- フォーチュン：偶然性によって結果が決まる（サイコロを使う）。
- カルマ：固定値によって結果が決まる（状態値との比較）。

GNS理論では、ロールプレイングを次の5つの要素で表す。
- キャラクタ: 空想上の人物
- カラー: 雰囲気を提供する詳細
- セッティング: （時間と空間における）位置
- シチュエーション: ジレンマ
- システム: ゲーム内のイベントに関する決定方法

また、プレイヤーがキャラクタの行動を決定する際のスタンスを以下の4つに分類している。
- アクター：そのキャラクタが知っているであろう事柄に基づいて決定する。
- オーサー：プレイヤーとしてキャラクタにどうして欲しいかに基づいて決定し、そこから遡及してなぜそのような決定をキャラクタが行うのかを説明する。
- ディレクター：キャラクタよりも周囲の環境に影響する決定を行う（RPGのゲームマスターが行うことが多い）。
- ポーン: プレイヤーとしてキャラクタにどうして欲しいかに基づいて決定し、なぜそのような決定をするのかを説明しない。

## 歴史
GNS理論は、ロールプレイングを「ドラマ」・「シミュレーション」・「ゲーム」の3つのパラダイムで定義するThreefold Modelから発展した。Threefold Modelは、当初ニュースグループの rec.games.frp.advocacyで誕生し、1997年にメアリー・カーナー（Mary Kuhner）が行った投稿でThreefold Modelと名づけられた。
ロン・エドワーズは自身の記事"System Does Matter"で、すべてのRPG参加者は相互に排他的な3つの観点や目的を持っているとした。彼は、よいRPGは3つのうちの1つに注力したものであって、3つ全てを同時に満足させようとRPGをデザインするのは間違いだとしている。このためその記事は、多数の開発者が構築に関わっていた汎用ロールプレイングシステムへの警告と見られた。
ロン・エドワーズはその後RPGへの理解を深め、GNS理論を捨ててThe Big Modelを提唱した。新たな理論ではGNS理論で批判された部分を改善している。
2005年12月2日、ロン・エドワーズはGNS理論の有効性は尽きたとして The ForgeでのGNS理論に関するフォーラムを閉鎖した。